# Brucheiser argentinus
Brucheiser argentinus är en insektsart som beskrevs av Navás 1927. Brucheiser argentinus ingår i släktet Brucheiser och familjen vaxsländor. Inga underarter finns listade i Catalogue of Life.